# Ericthonius grebnitzkii
Ericthonius grebnitzkii är en kräftdjursart som beskrevs av Gurjanova 1951. Ericthonius grebnitzkii ingår i släktet Ericthonius och familjen Ischyroceridae. Inga underarter finns listade i Catalogue of Life.